# Matthias Mayer
Matthias Mayer, avstrijski alpski smučar, * 9. junij 1990, Sankt Veit an der Glan, Avstrija.
Kariero je začel v Sestrieru leta 2009 v superveleslalomu. Svoje prve stopničke je dosegel v Kitzbuehlu leta 2013 na superveleslalomski tekmi.
Njegov oče Helmut Mayer je bil tudi slavni alpski smučar, ki je osvojil srebrno superveleslalomsko olimpijsko medaljo.

## Športna kariera

### 2014: Olimpijske igre (Soči)
Na Zimskih olimpijskih igrah 2014 v Sočiju je v smuku premagal vso konkurenco in osvojil svojo prvo zlato medaljo na velikih tekmovanjih. To je bil tudi njegov debi na velikih tekmovanjih. Še isto sezono je zmagal na zadnjem smuku v sezoni v Lenzerhideju.  

### 2015: Prva zmaga
21.februar 2015 je na smuku v Saalbachu dosegel svojo drugo zmago v svetovnem pokalu. Dan kasneje je dosegel še 1. zmago v superveleslalomu v svetovnem pokalu in dosegel dvojno zmago na domačih tleh.

### 2018: Olimpijske igre (Pjongčang)
Matthias Mayer je 16. februarja 2018 postal olimpijski prvak v superveleslalomu.

### 2022: Olimpijske igre (Peking)
Mayer je 7. februarja v smuku prejel bronasto medaljo.

## Poškodbe
Pred sezono 2015/16 se je poškodoval na treningu smuka, izpustil Sölden in se vrnil v severni Ameriki. Sezona 2015/16 se zanj končala že v Val Gardeni/Gröden, ko je 18. decembra 2015 padel pri hitrosti 109 km/h in trdo pristal na snežni podlagi. S helikopterjem so ga prepeljali v zasebno kliniko v Innsbruck, kjer je bil tudi operiran. Diagnoza: nalomljeno šesto in sedmo vratno vretence. 29. decembra je bolnišnico tudi zapustil. Sezona je zato zaključil predčasno. 

## Svetovni pokal

### Dosežki v svetovnem pokalu
| Sezona | Discipline | Discipline      | Discipline | Discipline | Discipline     | Discipline | Discipline  |
| Sezona | Starost    | Skupni seštevek | Slalom     | Veleslalom | Supervelelalom | Smuk       | Kombinacija |
| 2011   | 20         | 150             | —          | —          | 48             | —          | —           |
| 2012   | 21         | 50              | —          | —          | 13             | —          | 26          |
| 2013   | 22         | 17              | —          | 39         | 3              | 25         | 9           |
| 2014   | 23         | 9               | —          | 44         | 4              | 5          | 11          |
| 2015   | 24         | 9               | —          | 46         | 3              | 4          | 10          |
| 2016   | 25         | 57              | —          | —          | 18             | 34         | —           |

### Zmage v svetovnem pokalu
- 3 zmage (1 superveleslalom, 2 smuka)
- 12 stopničk (7 superveleslalom, 5 smuk)

| Št. | Zmage v svetovnem pokalu | Zmage v svetovnem pokalu | Zmage v svetovnem pokalu | Zmage v svetovnem pokalu | Zmage v svetovnem pokalu | Zmage v svetovnem pokalu | Zmage v svetovnem pokalu |
| Št. | Sezona                   | Datum                    | Prizorišče               | Disciplina               |                          |                          |                          |
| 1   | 2014                     | 12. marec 2014           | Lenzerheide              | smuk                     |                          |                          |                          |
| 2   | 2015                     | 21. februar 2015         | Saalbach                 | smuk                     |                          |                          |                          |
| 3   | 2015                     | 22. februar 2015         | Saalbach                 | superveleslalom          |                          |                          |                          |